# Stockholmska krvava kupka
Stockholmska krvava kupka ili Stockholmsko krvoproliće dogodilo se 8. i 9. studenoga 1520. masovnim ubojstvima švedskog plemstva od strane danskog kralja Kristijana II.
Danska, Norveška i Švedska ujedinile su se Kalmarskom unijom. To je bila personalna unija između 1397. i 1523. godine, pod jednim monarhom. Svaka zemlja se odrekla svoje suverenosti, ali ne i neovisnosti. U Švedskoj se dogodio sukob između onih koji su podržali Uniju te onih, koji su htjeli suverenost Švedske.
Godine 1520., danski kralj Kristijan II. napao je Švedsku. Regent Švedske, Sten Sture mlađi, bio je ubijen u borbi. Kristijan II. opsjedao je Stockholm četiri mjeseca. Kada je grad pao, proglasio se kraljem Švedske i dao odrubiti glave 82. vodećih švedskih plemića, uključujući i dva biskupa, zbog navodne hereze. Povod za herezu bila je smjena nadbiskupa Gustava Trollea. Tijelo regenta Švedske, koji je prethodno ubijen, bilo je iskopano i spaljeno na lomači. Šveđani su bili toliko ogorčeni zlodjelima Kristijana II., da je postao poznat kao "Kristijan Tiranin". Potjeran je iz Švedske 1523., te Švedska izlazi iz Kalmarske unije formirajući suverenu monarhiju pod Gustavom I.